# Suzuki GSX-RR
Die Suzuki GSX-RR ist ein Rennmotorrad, das von Suzuki entwickelt wurde und ab 2015 in der MotoGP-Klasse, der höchsten Prototypen-Kategorie der FIM-Motorrad-Straßenweltmeisterschaft, eingesetzt wird.

## Entwicklungsphase
Der ehemalige MotoGP-Pilot Randy De Puniet wurde 2013 von Suzuki als Testfahrer engagiert. Das Motorrad gab sein Debüt bei einem Rennen dann schließlich noch in der Saison 2014. Beim letzten Lauf in Valencia startete De Puniet mit einer Wildcard.
Ab der Saison 2016 setzt Suzuki, als letzter verbliebener Hersteller, ein sogenanntes „Seamless-Getriebe“ ein. Damit ist es möglich, die Gänge ohne Zugkraftunterbrechung zu wechseln.

## Renneinsätze

### 2015
- Die erste Saison mit der Maschine bestritten die Fahrer Aleix Espargaró und der Moto3-Weltmeister von 2013 Maverick Viñales.
- Schon beim dritten Qualifikationstraining dieser Saison in Argentinien konnte Espargaró das Motorrad auf den zweiten Startplatz stellen.[4]
- Nachdem Suzuki zum GP von Katalonien ein Motorupgrade gebracht hatte[5], konnte Aleix Espargaró die erste Pole-Position mit diesem Motorrad einfahren. Die letzte Pole-Position für Suzuki belegte in der Saison 2007 Chris Vermeulen. Maverick Viñales konnte das Motorrad zudem noch auf den zweiten Startplatz stellen.

### 2016
- Die zweite Saison mit der Maschine wird erneut die Fahrerpaarung Aleix Espargaró und Maverick Viñales absolvieren.
- Beim fünften Saisonrennen in Frankreich auf dem Circuit Bugatti fuhr Maverick Viñales mit einem dritten Rang den ersten Podestplatz mit dem Motorrad ein. Der letzte Podestplatz für Suzuki in der Motorrad-Weltmeisterschaft, stammt aus der Saison 2008. In Tschechien auf dem Automotodrom Brno erreichte Loris Capirossi einen dritten Rang. Den ersten Sieg mit der GSX-RR konnte Viñales schließlich beim zwölften Saisonrennen in  Großbritannien auf dem Silverstone Circuit erreichen. Zuletzt stand eine Suzuki in der Saison 2007 in Le Mans ganz oben auf dem Podest.

### 2017
- Zur Saison 2017 wurden zwei neue Fahrer unter Vertrag genommen. Zum einen der Spanier Álex Rins, der aus der Moto2-Klasse aufsteigt, und zum anderen der Italiener Andrea Iannone, der zuvor auf Ducati fuhr.[6][7]

## Statistik
(Stand: GP von Spanien 2017)
| Saison | Team               | Startnummer | Fahrer           | Rennen | Siege | Zweiter | Dritter | Poles | schn. Runden | Punkte | WM-Platz |
| ------ | ------------------ | ----------- | ---------------- | ------ | ----- | ------- | ------- | ----- | ------------ | ------ | -------- |
| 2015   | Team Suzuki Ecstar | 25          | Maverick Viñales | 18     | —     | —       | —       | —     | —            | 97     | 12.      |
| 2015   | Team Suzuki Ecstar | 41          | Aleix Espargaró  | 18     | —     | —       | —       | 1     | —            | 105    | 11.      |
| 2016   | Team Suzuki Ecstar | 25          | Maverick Viñales | 18     | 1     | —       | 3       | —     | 1            | 202    | 4.       |
| 2016   | Team Suzuki Ecstar | 41          | Aleix Espargaró  | 18     | —     | —       | —       | —     | —            | 93     | 11.      |
| 2017   | Team Suzuki Ecstar | 29          | Andrea Iannone   | 4      | —     | —       | —       | —     | —            | 9      | (17.)    |
| 2017   | Team Suzuki Ecstar | 42          | Álex Rins        | 2      | —     | —       | —       | —     | —            | 7      | (20.)    |
| Gesamt | Gesamt             | Gesamt      | Gesamt           | 40     | 1     | —       | 3       | 1     | 1            | 506    |          |